# Sveti Štefan
Sveti Štefan – wieś w Słowenii, w gminie Šmarje pri Jelšah. W 2018 roku liczyła 136 mieszkańców.